# Medhamra
Medhamra, äldre skrivning Mohammar, är en herrgård och säteri i Hagebyhöga socken i Vadstena kommun belägen vid Vättern, norr om Vadstena och söder om Motala. Gården är känd som bland annat ätten Brahes stamgård.